# Cecília Metel·la Major (filla de Metel Macedònic)
Cecília Metel·la (llatí: Cæcilia) va ser una dama romana del segle ii aC. Formava part de la gens Cecília, una antiga família romana d'origen plebeu.
Era una de les filles de Quint Cecili Metel Macedònic, cònsol l'any 143 aC. Era germana de Marc Cecili Metel, de Gai Cecili Metel Caprari i de Luci Cecili Metel Diademat. Es va casar amb Gai Servili Vatià, pretor l'any 114 aC. Va tenir amb ell a Publi Servili Vatià Isàuric que va ser cònsol l'any 79 aC. Una germana seva, també Cecília Metel·la es va casar amb Publi Corneli Escipió Nasica.